# Pfahlheim
Die Ortschaft Pfahlheim im Ostalbkreis in Baden-Württemberg liegt etwa 11,5 Kilometer östlich von Ellwangen (Jagst), dessen Stadtteil sie heute ist.

## Geographie

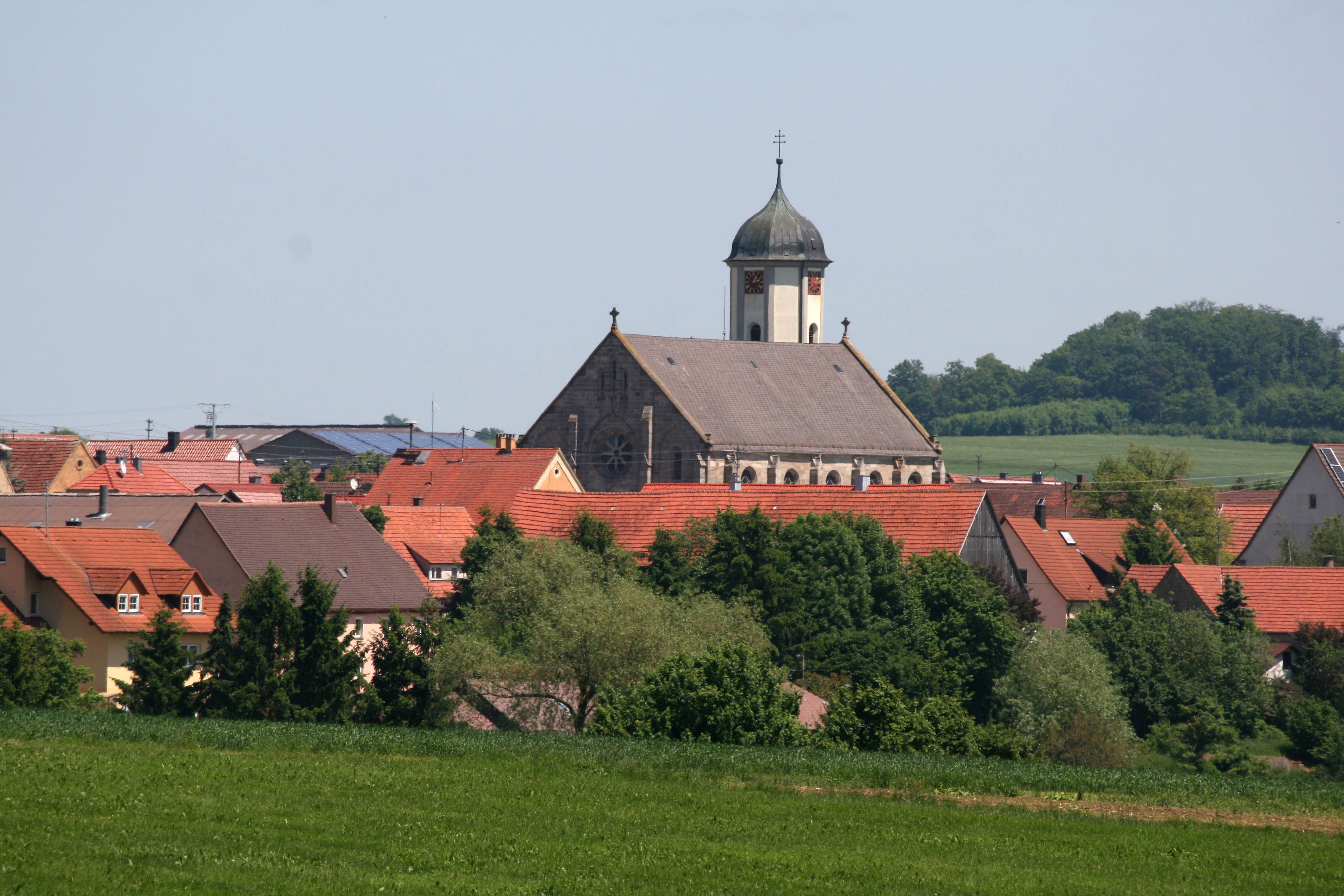
Ortsansicht von Südwesten mit Kirche St. Nikolaus

Das Dorf Pfahlheim liegt auf 492 m ü. NN im nordöstlichen Vorland der Schwäbischen Alb. Die Gemarkung umfasst 2542 Hektar. Zu Pfahlheim gehören auch die Weiler Beersbach, Buchhausen, Halheim, Hardt, Hirlbach, Hochgreut, Hofstetten und die Wohnplätze Hammermühle, Pfeifhäusle, Sonnenhof.

## Geschichte

### Von der Frühgeschichte bis zum Mittelalter

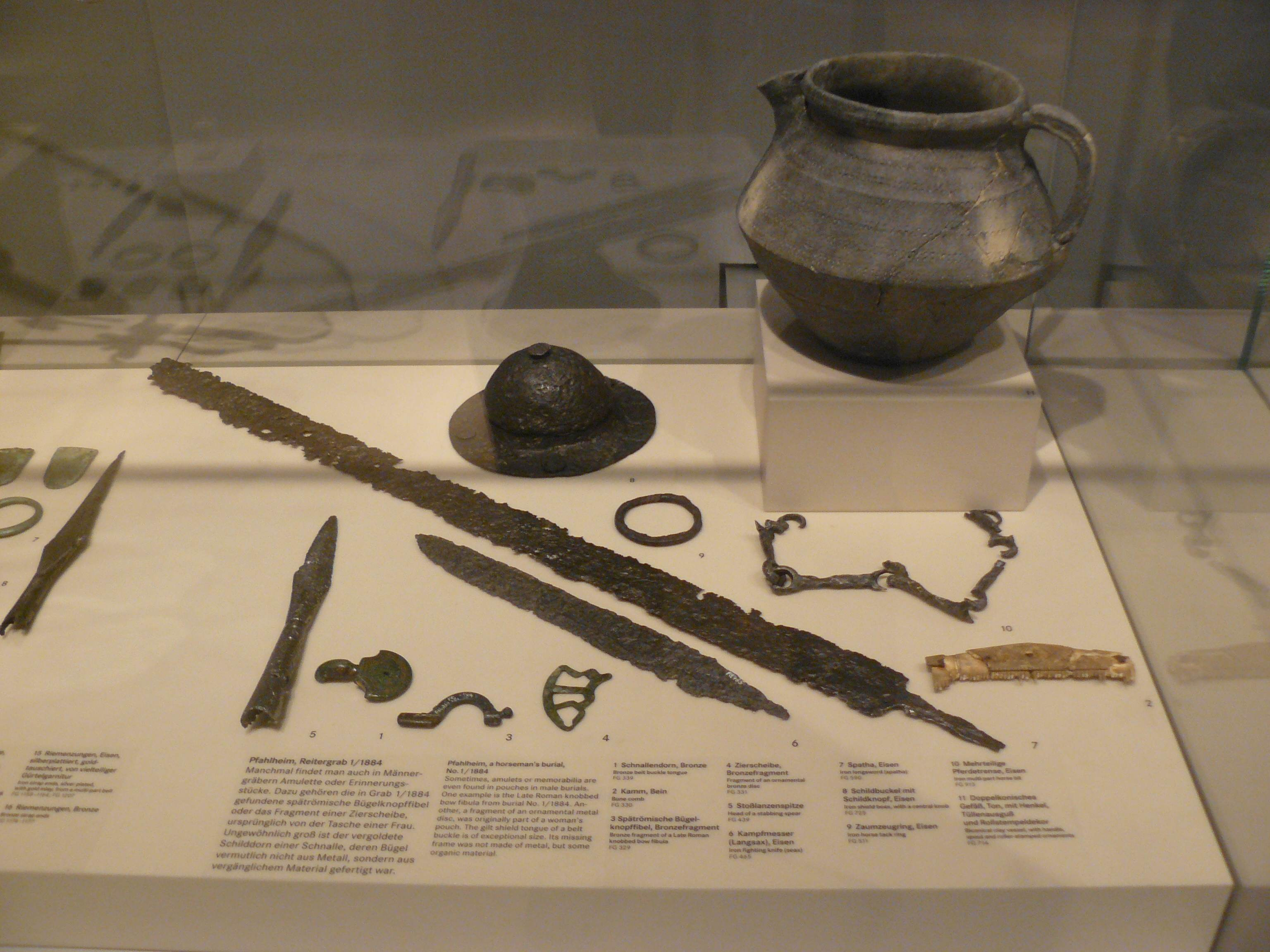
Grabbeigaben eines Reiterkriegers aus Pfahlheim (um 600 n. Chr.)

Pfahlheim war im 5. oder 6. Jahrhundert ein alamannischer Siedlungsplatz, den eine Ausstellung des Deutschen Historischen Museums aufgearbeitet hat.

#### Das Gräberfeld von Pfahlheim

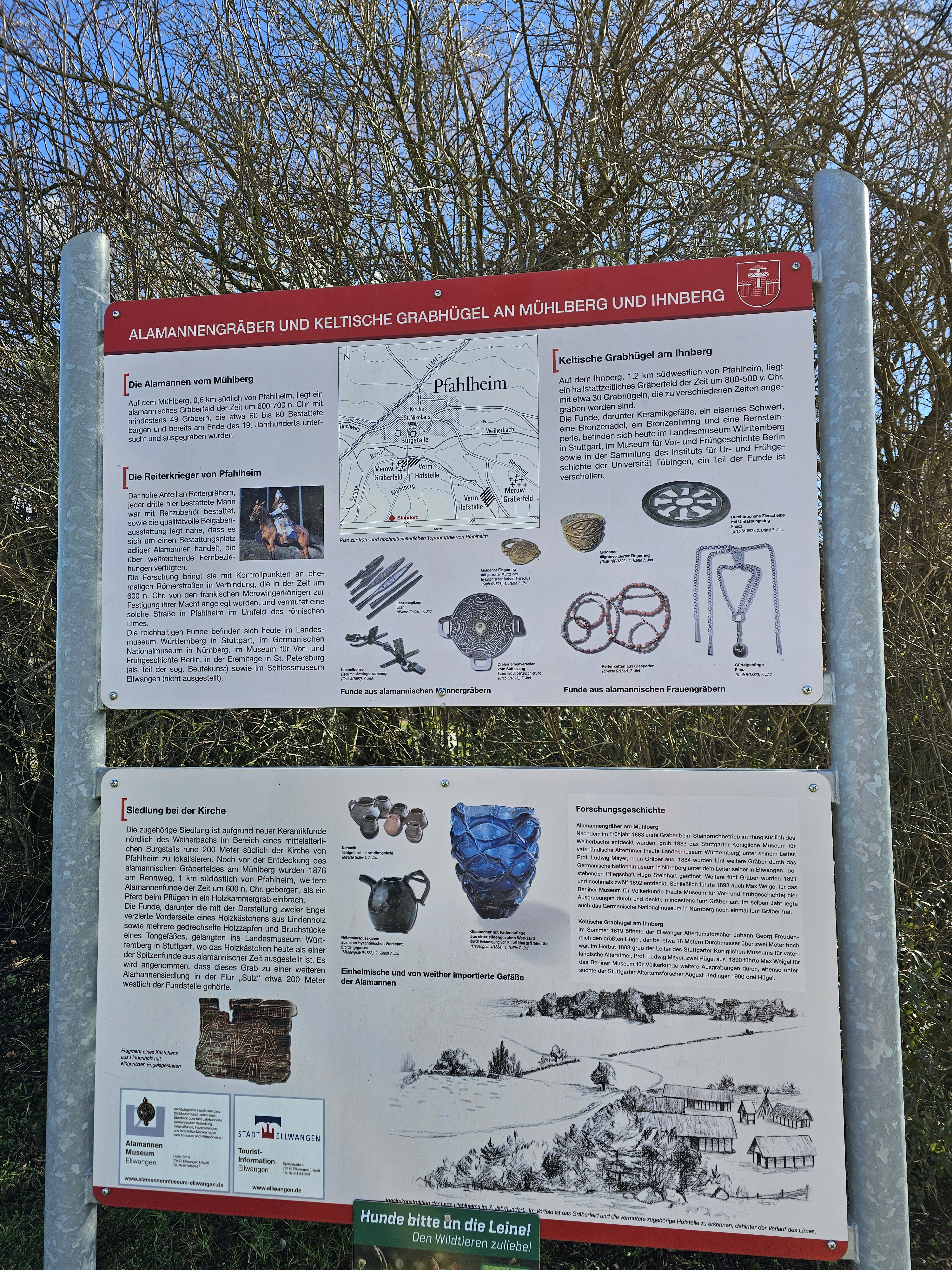
Informationstafel an der Fundstelle

In der archäologischen Fachwelt ist besonders das Gräberfeld der "Reiterkrieger von Pfahlheim" bekannt. Die Funde befinden sich im Alamannenmuseum Ellwangen, im Museum für Vor- und Frühgeschichte (Berlin) sowie im Germanischen Nationalmuseum. Im Germanischen Nationalmuseum liegen wohl auch die wichtigsten Funde aus dem Gräberfeld. Im Germanischen Nationalmuseum gab es zu diesem Thema auch eine Sonderausstellung mit dem Titel: Die Reiterkrieger von Pfahlheim - Reiche Adelsgräber des 7. Jahrhunderts im Osten Württembergs". Diese wurde in der Folge auch im Alamannenmuseum Ellwangen gezeigt. Im Rahmen der Ausstellung war es möglich, die sonst räumlich weit voneinander getrennten Funde gemeinsam zu sehen. Die Ausstellung wurde vom 01. März bis 15. Juli 2001 im Germanischen Nationalmuseum präsentiert. Im Alamannenmuseum Ellwangen wurde die Ausstellung vom 28. September 2001 bis 11. Januar 2004 präsentiert. Am Fundort, welcher heute noch einige Gehminuten vom Ortsrand entfernt liegt, ist eine Informationstafel zum Gräberfeld aufgestellt.
Zu den besonderen Funden zählt ein blauer Glasbecher, welcher keinen Standfuß hat. Dieser ist in der Dauerausstellung des Germanisches Nationalmuseum ausgestellt. Das Glas hat noch „fünf Reihen von (einem) aufgeschmolzenem Netzwerk aus glatten und gekniffenen dicken Glassträngen“.
Die Ursprünge des Ortes liegen wesentlich weiter zurück. Bereits die Römer erbauten im nahen Halheim ein Kastell (Kastell Halheim), um den unmittelbar durch das Ortsgebiet verlaufenden Limes zu sichern.
Pfahlheim wurde im 8. oder 9. Jahrhundert erstmals urkundlich erwähnt. Der Codex Eberhardi des Klosters Fulda berichtet von einer Schenkung durch König Pippin oder dessen Sohn Karl den Großen, das genaue Jahr (zwischen 751 und 814) ist jedoch nicht überliefert. Für die 1200-Jahr-Feier des Orts im Jahr 2000 wurde das Jahr 800 willkürlich als Gründungsdatum angenommen. Der Ortsname deutet auf den Limes hin, der hauptsächlich aus Holzpalisaden bestand.
Der Ellwanger Abt Kuno I. (1188–1221), der gleichzeitig Abt des Klosters Fulda war, sorgte zu Beginn des 13. Jahrhunderts dafür, dass der Besitz in Pfahlheim von Fulda auf das Kloster Ellwangen überging.
1218 stiftete der Ministeriale Konrad von Pfahlheim der Klosterkirche in Ellwangen einen Hof in Pfahlheim. Die Ministerialenfamilie, die später dem Niederadel angehörte und in einer Burg residierte, wurde mit dieser Stiftung erstmals erwähnt. Ihr entstammte unter anderem Rudolf II. von Pfahlheim, der von 1311 bis 1332 Abt des Klosters Ellwangen war.
Zu Beginn des 14. Jahrhunderts war Pfahlheim in drei Besitzteile gegliedert. Ein Drittel war Lehen des Klosters Ellwangen, ein Drittel in der Hand der Ministerialenfamilie von Pfahlheim und ein Drittel bestand aus Eigengütern freier Bauern. Die Familie der Herren von Pfahlheim hatte über Pfahlheim hinaus noch umfangreichen Besitz in der nahen Umgebung, den sie jedoch ab 1428 verkaufte. So erwarb das Kloster Ellwangen zwischen 1429 und 1448 das zweite Drittel der Grundherrschaft des Dorfes Pfahlheim. Die Burg Schneidheim verkaufte Catharina der Güssen, die Witwe des verstorbenen Cunrat von Pfahleim bereits Ende des 14. Jahrhunderts.
Im späten 15. oder frühen 16. Jahrhundert gelang es der Fürstpropstei Ellwangen auch den restlichen Grundbesitz Pfahlheims anzugliedern. Die Fürstpropstei ernannte einen Schultheiß in Pfahlheim.
Das Amt Pfahlheim reichte 1501 bis nach Walxheim, Ellenberg, Wört und Stödtlen. Es war der Vorgänger des späteren Amtes Rötlen, das 1752 als Oberamt Rötlen die Ämter Pfahlheim und Röhlingen umfasste. Pfahlheim kam 1802 zu Württemberg und gehörte bis 1938 zum Oberamt Ellwangen. Der zu Pfahlheim gehörende Weiler Buchhausen und Teile von Beersbach gehörten zum Fürstentum Oettingen-Spielberg; sie kamen 1806 zunächst zu Bayern und 1810 ebenfalls zu Württemberg.
Im Dreißigjährigen Krieg wurde auch Pfahlheim in Mitleidenschaft gezogen. Schwedische Reiter schlugen 1632/33 unter anderem ein Loch in die Kirchenwand und nahmen den Kelch mit.
Ein Großbrand am 3. Juni 1776 vernichtete 38 Häuser des Dorfs, unter anderem Schulhaus und Pfarrhof. Dabei verbrannte das Pfarrregister, so dass keine Unterlagen mehr über die frühere Bevölkerungsgeschichte des Orts vorhanden sind. Das im Kirchturm gelagerte Pfarrarchiv blieb jedoch unversehrt.

### Selbstständige Gemeinde
Nach Aufhebung der Ellwanger Fürstpropstei war Pfahlheim von 1802 bis 1972 eine selbstständige Gemeinde. Ab 1806 gehörte sie zum Königreich Württemberg. 1848 wurden die bisherigen Lehengüter in Eigengüter umgewandelt, so dass die Bauern zu selbstständigen Bauern auf eigener Scholle wurden.

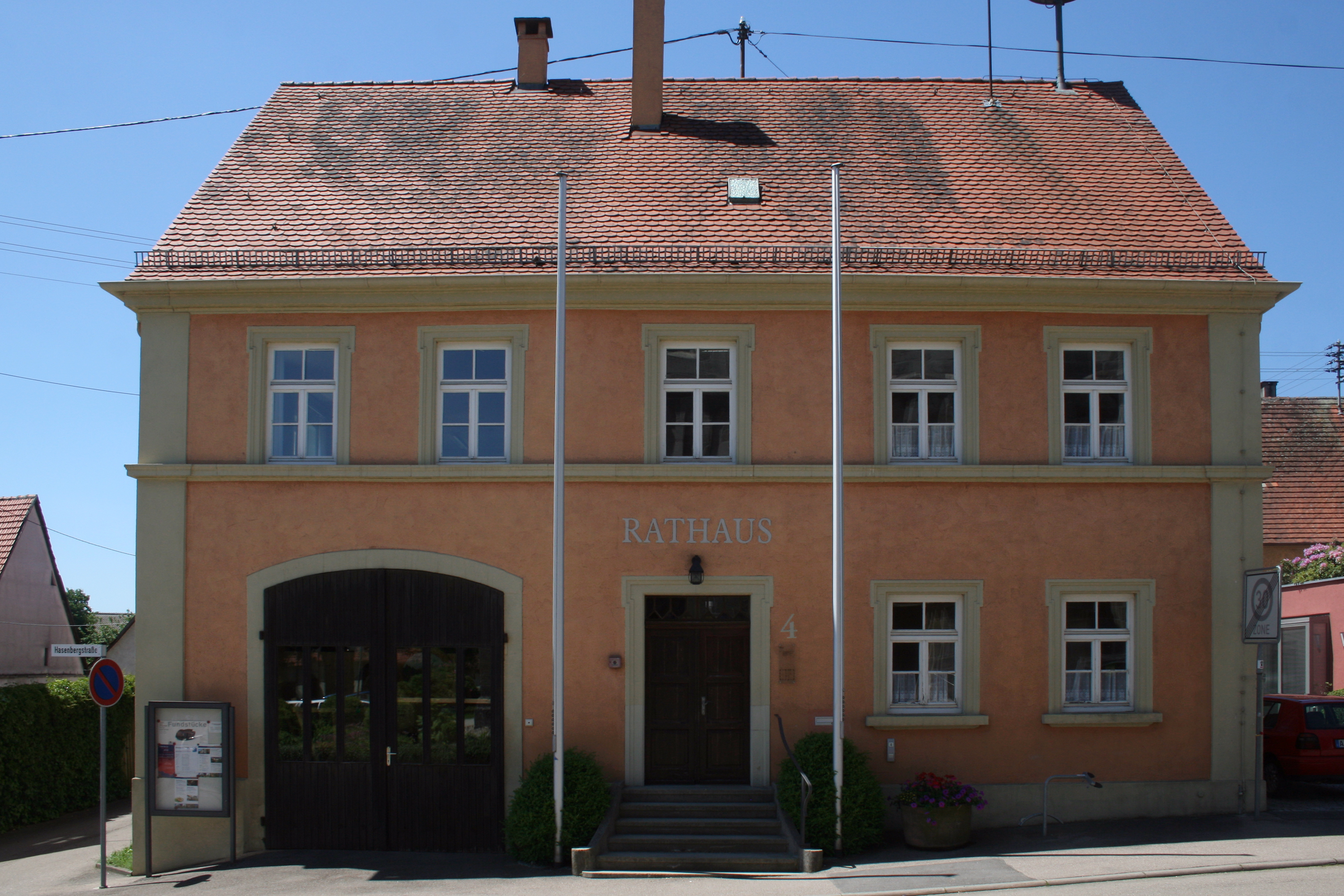
Das ehemalige Rathaus der Gemeinde Pfahlheim

Ein Schulhaus wurde 1842/43 errichtet, ein Rathaus folgte 1877. Im Erdgeschoss des Rathauses befand sich die Feuerwehr, im Dachgeschoss ein Ortsgefängnis mit zwei beheizbaren Zellen.
Während des Zweiten Weltkriegs wurden Kinder aus Duisburg in Pfahlheim einquartiert. Von 1942 bis 1945 war in Halheim eine Nachrichtenkompanie der Luftwaffe stationiert. Zwangsarbeiter und Kriegsgefangene wurden in der Landwirtschaft eingesetzt. Kurz vor dem Einmarsch der amerikanischen Soldaten am 22. April 1945 wurde die Brücke nach Hirlbach gesprengt, die erst sechs Jahre später wieder aufgebaut wurde.
Durch die Zuwanderung der Heimatvertriebenen und Flüchtlinge stieg die Einwohnerzahl zwischen von 1946 bis 1948 um fast 50 Prozent. Am 1. Juli 1948 lebten 521 Heimatvertriebene in Pfahlheim. Zwei Drittel dieser Neuzugezogenen verließen die Gemeinde in den folgenden Jahren jedoch wieder wegen fehlender Arbeitsplätze.
Die Flurbereinigung fand im Zeitraum zwischen 1953 (Hochgreut) und 1971 (Pfahlheim) statt.
Am 1. Januar 1973 wurde Pfahlheim auf eigenen Wunsch als Teilort in die Große Kreisstadt Ellwangen (Jagst) eingemeindet.

### Einwohnerentwicklung
- 1820: etwa 950
- 1871: 1101
- 1889: 1100
- 1910: 1258
- 1925: 1181
- 1946: 1539
- 1950: 1561
- 1956: 1308
- 1961: 1291
- 1970: 1346
- 1983: 1406 (davon 1013 unmittelbar in Pfahlheim, die übrigen in den Teilorten)
- 1990: 1463 (davon 1084 unmittelbar in Pfahlheim)
- 2009: 1880

## Religion
Kreuze als erste Zeugnisse des Christentums wurden als Grabbeigaben in alemannischen Gräbern des 7. Jahrhunderts gefunden.
Die Pfarrei Pfahlheim wurde 1328 dem Kloster Ellwangen inkorporiert. Die Pfahlheimer Pfarrkirche wurde 1512 erstmals zum heiligen Nikolaus genannt.
Nach der Reformation gab es um 1560 eine Reihe an evangelischen Einwohnern, die von dem lutherischen Pfarrer in Walxheim betreut wurden. Als Gegenmaßnahme ließen die Ellwanger Stiftspröpste 33 Evangelische in Pfahlheim verhören. Wer keinen Gehorsam versprach, sollte verkaufen und fortziehen.

## Kultur und Sehenswürdigkeiten

### Bauwerke

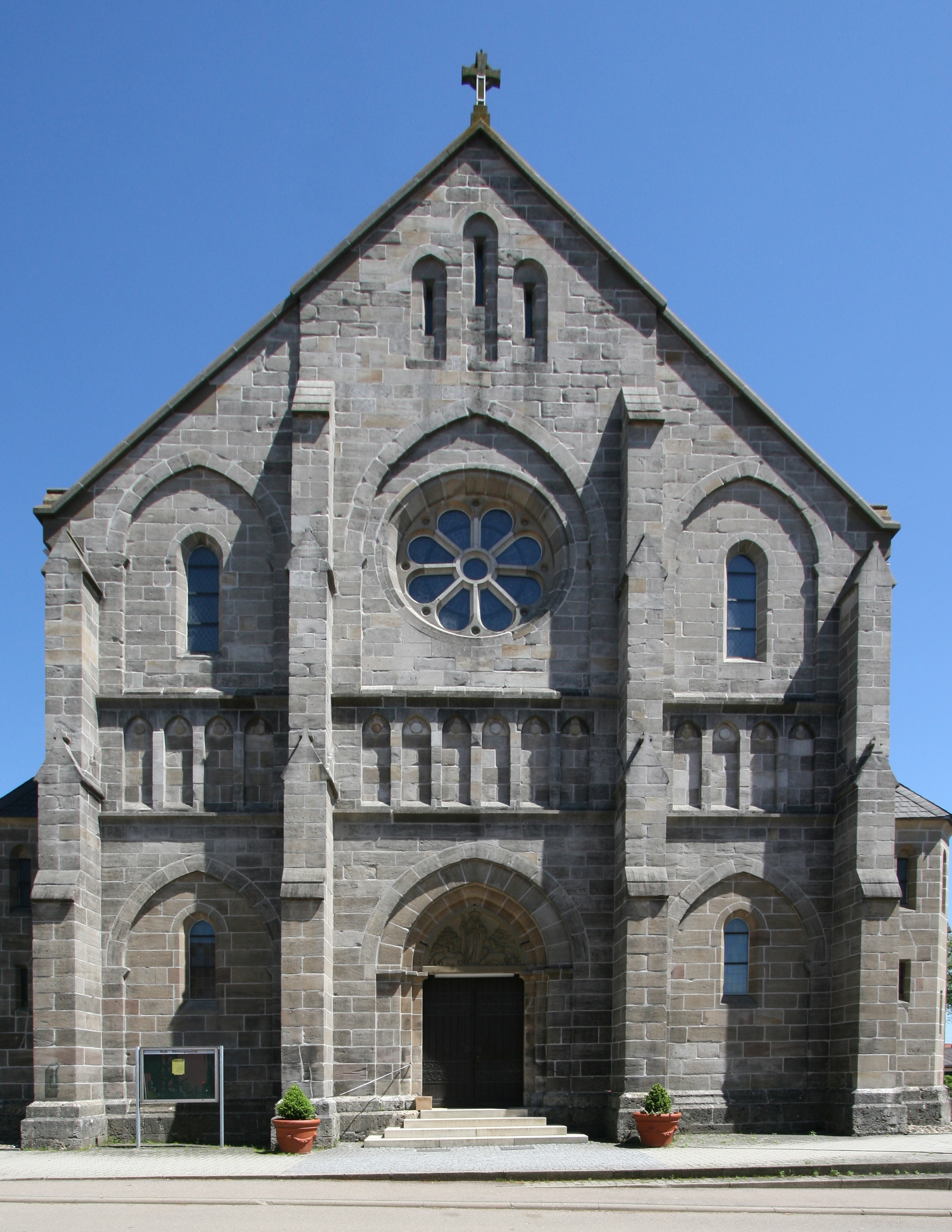
Portal der Pfarrkirche St. Nikolaus, Pfahlheim

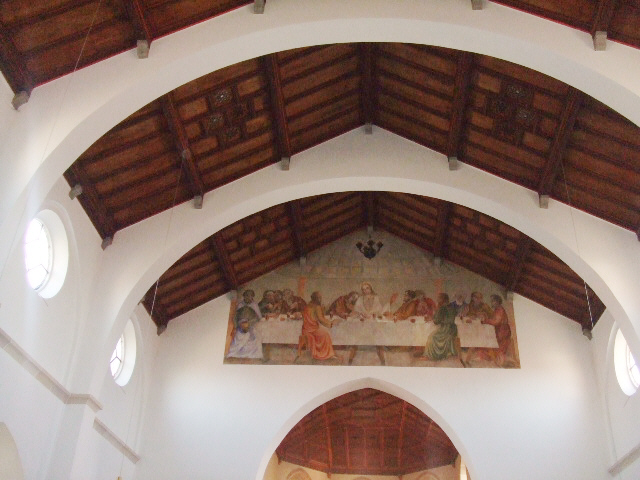
Chorbogenfresko der Pfarrkirche St. Nikolaus, Pfahlheim

Die katholische Kirche St. Nikolaus bildet den Mittelpunkt des Dorfes.
Das derzeitige Kirchenschiff wurde 1891/92 errichtet, um dem Wachstum der Kirchengemeinde gerecht zu werden. Chor und Turm sind älter und lassen gotische Stilelemente erkennen. Im Rahmen des Neubaus wurde der früher freistehende Turm (Baujahr 1701/02) in den Grundriss integriert. Architekt war Joseph Cades aus Stuttgart, der in den folgenden Jahrzehnten mehr als 30 Kirchen in der Diözese Rottenburg baute.
Der Altaraufbau des rechten Seitenaltars enthält ein wertvolles holzgeschnitztes und gefasstes Nothelfer-Relief (um 1510) mit einer lokalen Figurenauswahl. Der reiche Figurenschmuck im Kircheninnern zeugt von der bäuerlichen Heiligenverehrung.

### Museen
Die Pfahlheimer Bauernstube ist das kleinste Museum im Ostalbkreis. Eine ähnliche Größenordnung hat das Karl-Ernst Jagd- und Naturkundemuseum im Rathaus, ursprünglich eine Lehrmittelsammlung für die Ausbildung von Jägern. An der Kastellstraße ist ein freigelegtes Stück der Limesmauer zu sehen.

### Sport, Vereine
Der Ort hat ein Freibad, das um 1950 erbaut wurde. Der damalige Bürgermeister finanzierte es unter der Bezeichnung „Feuerlöschteich“.
Auch der 1965 fertiggestellte Sonnenbach-Stausee zwischen Pfahlheim und Beersbach bietet Badegelegenheiten. Am See liegen zwei Campingplätze.
Pfahlheim hatte im Jahr 2009 mindestens zehn Vereine, 1992 waren noch 13 Vereine aktiv. Die beiden ältesten Vereine sind Liederkranz (gegründet 1876) und Musikverein (gegründet 1924).

### Regelmäßige Veranstaltungen
Als Höhepunkte im Jahreskalender gelten neben den kirchlichen Festtagen der Fastnachtsumzug am Rosenmontag, das Ortschaftsfest im Juni/Juli und das Seefest am Sonnenbachstausee Anfang August.

## Politik
Im Ellwanger Gemeinderat ist Pfahlheim durch das Verfahren der unechten Teilortswahl mit zwei Mitgliedern vertreten. Für Pfahlheim existiert zudem ein Ortschaftsrat, dem zehn gewählte Mitglieder für eine Amtszeit von fünf Jahren angehören. Bei der letzten Wahl im Rahmen der Kommunalwahlen am 9. Juni 2024 trat als einzige Gruppierung die Wählergruppe „Wir für Pfahlheim“ an, deren insgesamt 18 Kandidierende ca. 99,9 Prozent der Stimmen auf sich vereinen konnten (Wahlbeteiligung: 72,4 Prozent), wodurch die zehn Kandidierenden mit den meisten Stimmen daraufhin in den Ortschaftsrat einzogen.
Ortsvorsteher von Pfahlheim ist seit 2024 Christian Vollmer.

## Wirtschaft und Infrastruktur

### Wirtschaft
Die Landwirtschaft prägt den Ort auch noch am Beginn des 21. Jahrhunderts, obwohl die Zahl der landwirtschaftlichen Betriebe stark abgenommen hat. Allein von 1974 bis 1991 sank die Zahl der Milchlieferanten von 128 auf 47.
Im Gewerbegebiet von Pfahlheim befindet sich ein Sägewerk mit Holzbaubetrieb.
In der Poststelle wurde 1899 eine Telegrafenanstalt eingerichtet.
Einen Arzt in Pfahlheim gab es erstmals 1955.
Mehr als 100 Jahre lang hatte Pfahlheim ein genossenschaftliches Geldinstitut. Der 1899 gegründete Darlehenskassenverein Pfahlheim entwickelte sich zur Raiffeisenbank Pfahlheim. Diese verschmolz im Jahr 2000 mit sechs weiteren Genossenschaften zur VR-Bank Ellwangen.

### Bildung

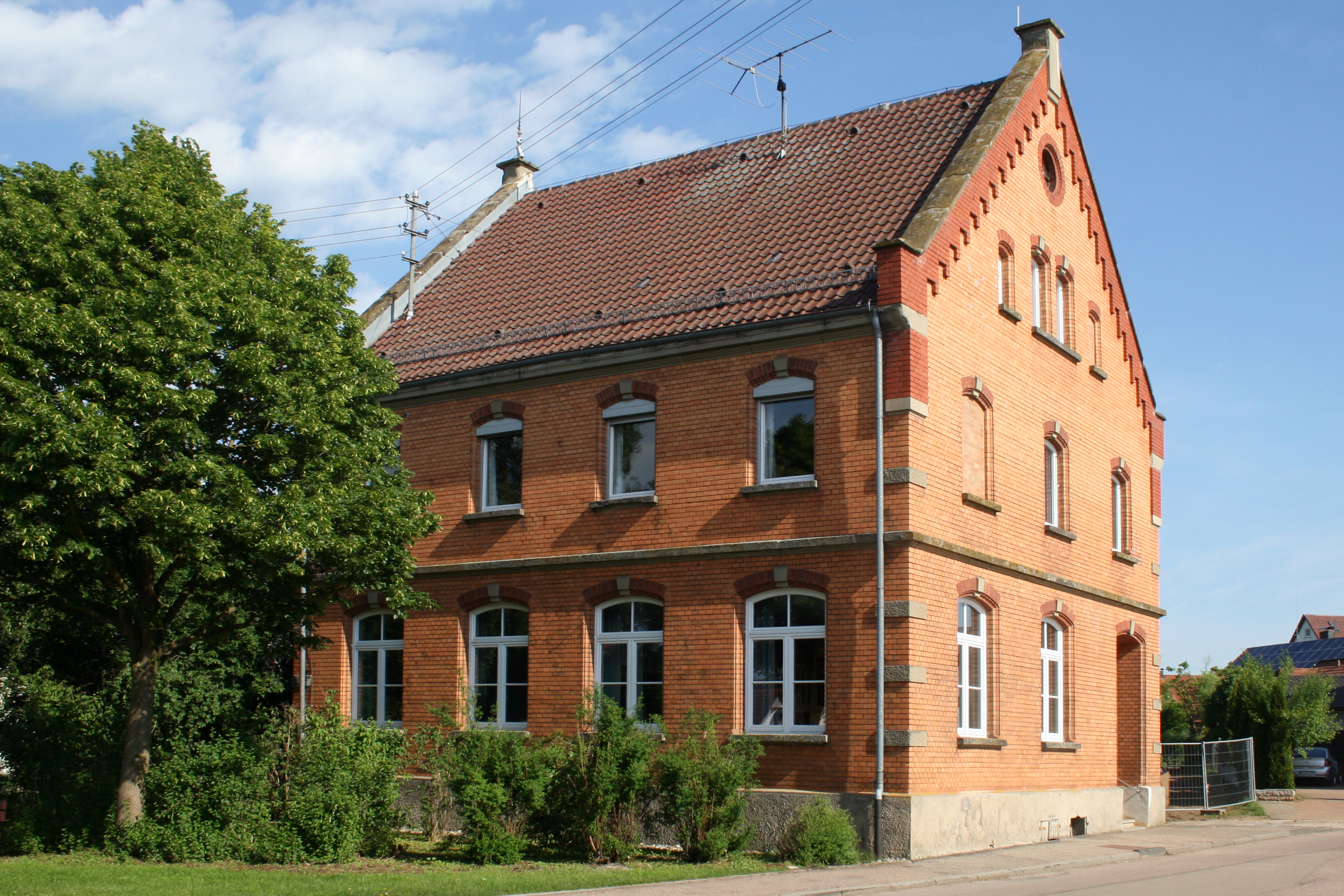
Rotes Schulhaus, seit 1995 Kindergarten

Der früheste Hinweis auf Schulbildung in Pfahlheim datiert aus dem Jahr 1612. Der damalige Schulmeister, gleichzeitig Mesner, unterrichtete die Schüler in seiner Wohnung. Das erste Schulhaus wurde 1843 errichtet, 1903 folgte ein größerer Neubau (rotes Schulhaus) an anderer Stelle. Die heutige Kastellschule wurde 1964 als achtklassige Volksschule erbaut. 1968 kam eine Turnhalle dazu, die auch als Veranstaltungssaal genutzt wird.
Ein Schulverbund mit der Nachbargemeinde Tannhausen bestand von 1968 bis 1972. Mit der Eingemeindung nach Ellwangen entstand eine neue Nachbarschaftsschule zwischen Pfahlheim und Röhlingen.
Der Kindergarten St. Nikolaus besteht seit 1896. Er gehörte zur katholischen Schwesternstation. Die Barmherzigen Schwestern vom Heiligen Vinzenz von Paul aus Untermarchtal waren von 1895 bis 1986 in Pfahlheim. Ein neues Schwesternhaus, das noch heute als Kindergarten dient, wurde 1928 errichtet.
Im ehemaligen roten Schulhaus befindet sich seit 1995 ein Kindergarten in städtischer Trägerschaft.

### Verkehr
An den öffentlichen Verkehr wurde Pfahlheim zwischen 1893 und 1909 angeschlossen, als regelmäßige Postkutschenfahrten auf der Linie Röhlingen – Pfahlheim – Tannhausen eingerichtet wurden. Die Ortsdurchfahrt von Pfahlheim wurde 1957 als erste Ortsstraße mit einer Asphaltdecke versehen.
Pfalheim ist durch die Landesstraße L 1076 an das überregionale Straßennetz angebunden. Der nächste Autobahnanschluss ist die Anschlussstelle 113 (Ellwangen) der Bundesautobahn 7 in ca. 7 km Entfernung über die L1076.
Der nächste Bahnhof mit Personenverkehr ist der Bahnhof Ellwangen in einer Entfernung von ca. 12 km. Er liegt an der elektrifizierten Oberen Jagstbahn. Dort hält alle zwei Stunden ein InterCity-Zug der Linie Karlsruhe–Stuttgart–Nürnberg, stündlich ein Regional-Express nach Aalen und Ulm sowie zweistündlich ein Regional-Express nach Crailsheim. Der Nahverkehr von Bussen und Bahnen ist seit dem 9. Dezember 2007 in die Fahrpreiskooperation OstalbMobil integriert.

### Radfernwege
Durch den Ort führt der Deutsche Limes-Radweg. Er folgt dem Obergermanisch-Raetischen Limes über 818 km von Bad Hönningen am Rhein nach Regensburg an der Donau.

### Ver- und Entsorgung
Die Wasserversorgung Pfahlheims erfolgte bis ins 20. Jahrhundert hinein durch Brunnen. Erst 1919 wurde eine Wasserleitung in Betrieb genommen, nachdem Pfahlheim und der Nachbarort Röhlingen einen Zweckverband zur Wasserversorgung gegründet hatten. 1951 wurde das Dorf an die Rieswasserversorgung – benannt nach dem Nördlinger Ries – angeschlossen.
Die Kanalisation wurde 1949/50 gebaut, eine gemeinsame Kläranlage von Pfahlheim und ist seit 1971 in Betrieb. Halheim, Beersbach, Hirlbach und Hardt verfügen erst seit 1983–1985 über eine eigene Kanalisation; bis dahin wurden Wasch- und Spülwasser durch offene Gräben ungeklärt in die Bäche geleitet und Fäkalien in Sickergruben entsorgt.

## Persönlichkeiten
- Josef Rief (1924–2021), katholischer Theologe und Hochschullehrer
- Florian Lechner (* 1981), Profifußballspieler
- Philipp S. Fischinger (* 1979), Rechtswissenschaftler